# Ljubljansko sodniško žezlo
Žezlo ljubljanskega mestnega sodnika je najstarejše izmed ohranjenih sodniških palic oziroma sodniških žezel z današnjega slovenskega ozemlja. Napraviti naj bi ga dal Leonhard Praunsperger v 15. stoletju. Srebrna palica dolžine 73 cm z medeninastim okrasjem je na spodnjem koncu odebeljena, nad prstanom okrašena z dvema grbovnima ščitoma v zeleno-rdeči barvni kombinaciji, nosi na spiralno ovitem pločevinastem traku napis SALVE / SANCTA / IUSTICIA (»Pozdravljena, sveta pravičnost«). Na zaključku nosi signaturo L/P RICHT, kar naj bi označevalo Lenarta ali Leonharda Praunspergerja, ljubljanskega mestnega sodnika v letih 1497/98. Žezlo hrani Mestni muzej Ljubljana (inv. št. 1536).